# Glenea morosa
Glenea morosa är en skalbaggsart som först beskrevs av Francis Polkinghorne Pascoe 1888.  Glenea morosa ingår i släktet Glenea och familjen långhorningar.
Artens utbredningsområde är Angola. Inga underarter finns listade i Catalogue of Life.